# إيما تومسون (لاعبة كريكت)
إيما تومسون (2 ديسمبر 1990 - ) (بالإنجليزية: Emma Thompson)‏ هي لاعبة كريكت أسترالية. لعبت مع Tasmanian Tigers (women's cricket) ‏.

## وصلات خارجية
- إيما تومسون على موقع إي آس بي آن كريك إنفو (الإنجليزية)